# Грегари

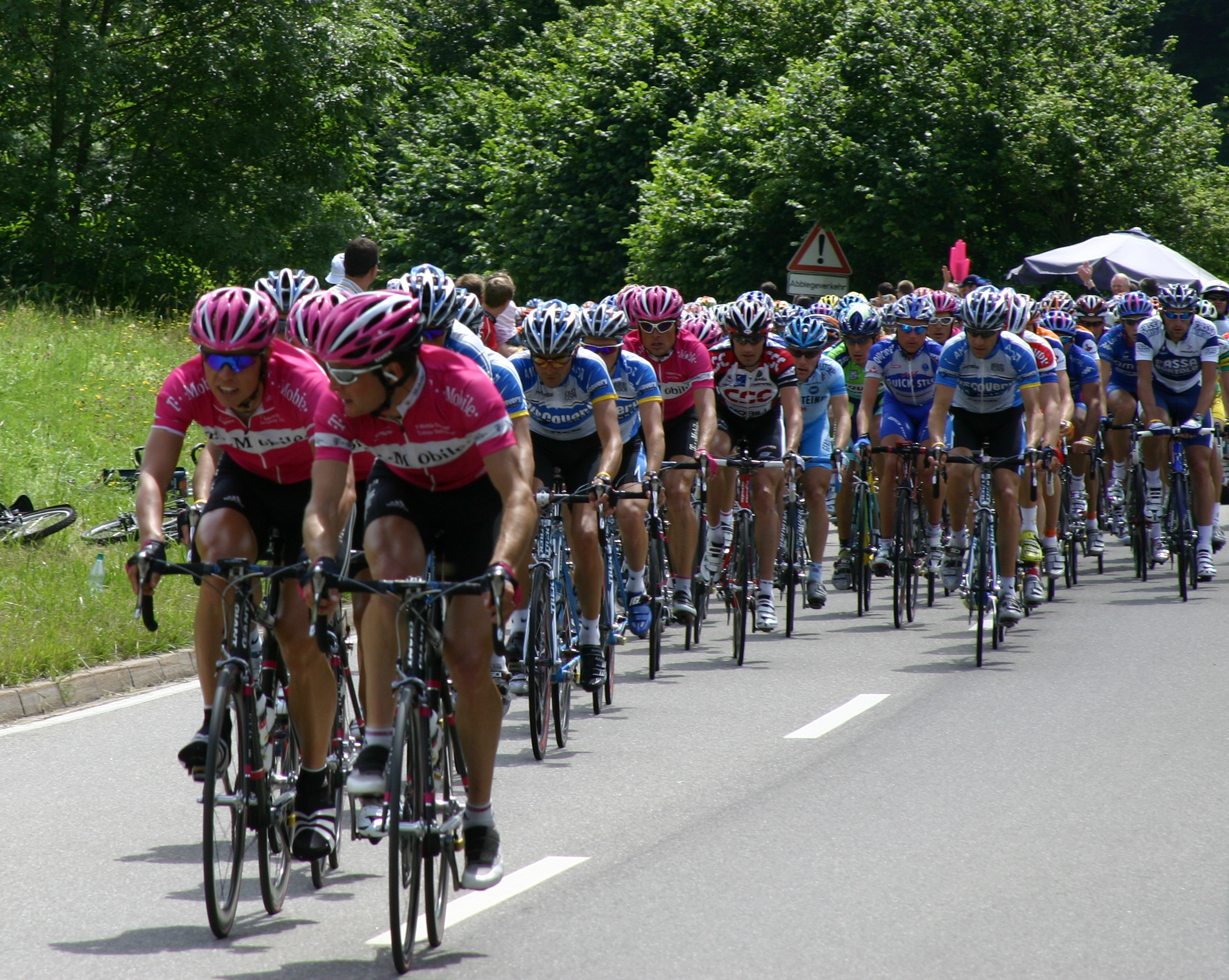
Доместики Яна Ульриха из «T-Mobile Team» возглавляют погоню пелотона за отрывом

Гре́гари (итал. gregario «стадный») или домести́к (фр. domestique «домашний; слуга») — шоссейный велогонщик, работающий на свою команду или её лидера.

## Задачи

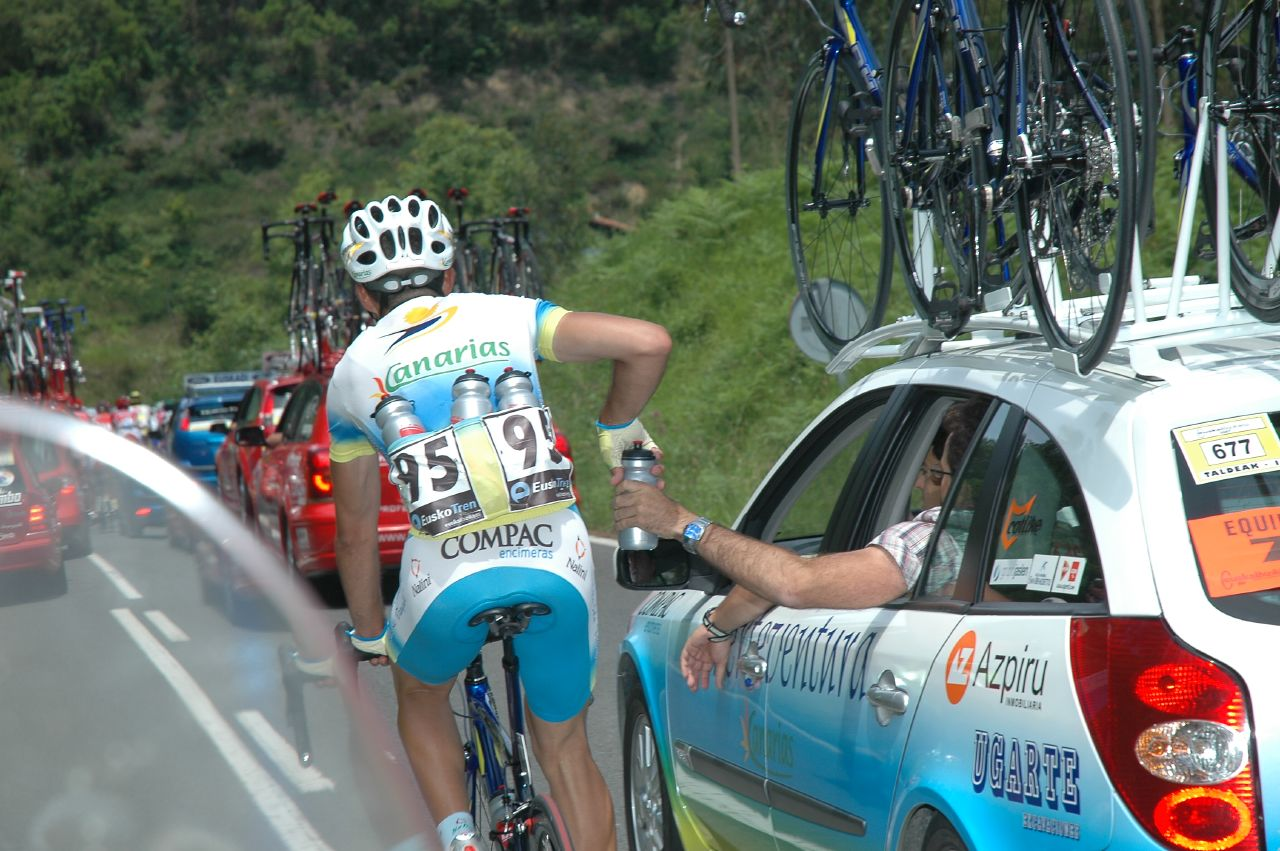
Грегари из «Fuerteventura-Canarias» набирает бачки с водой для партнёров

Грегари составляют едва ли не большинство гонщиков пелотона. Они не могут стать звёздами велоспорта из-за наличия более талантливых и сильных спортсменов, и каждый из них выигрывает сравнительно малое количество гонок. Глобальной целью работы на команду является вывод её капитана на лидирующие позиции с минимальными для него физическими затратами незадолго до финиша, чтобы его оставшихся сил хватило на победу в гонке. Команды без фаворита гонки в составе пытаются создавать отрывы от пелотона, а помощники фаворитов должны выходить в голову пелотона, чаще по несколько человек от одной команды, для усиленной работы. Доместики фаворитов также отправляются в отрыв, «полицейскими», где пропускают смены в голове. Грегари часто опускаются в хвост пелотона и принимают воду с высококалорийной пищей из командной машины поддержки, а затем раздают её товарищам по команде. Ближе к финишу гонки рядом с капитаном остаётся всё меньше доместиков, в горах они работают перед ним до изнеможения и затем быстро теряют скорость. Прогноз относительно финиша горного этапа многодневки часто базируется на количестве оставшихся с капитаном, претендентом на высокие места генеральной классификации, доместиков перед заключительными подъёмами. Также грегари опускаются в хвост пелотона при проколе или падении капитана, чтобы затем быстрее вернуть его в пелотон «на колесе». Стремление капитана ехать большую часть гонки за помощниками обусловлено возникновением за велогонщиком «воздушного мешка», в котором сопротивление воздуха меньше, и за счёт этого частоту педалирования можно снизить. В случае, если автотехнички далеко, а капитан проколол колесо или сломал велосипед, грегари отдаёт ему свои. Поэтому один из доместиков часто имеет телосложение, близкое к капитанскому: ростовка велосипеда меняется едва ли не с каждым сантиметром роста человека, а велогонщики особенно чувствительны к изменению габаритов инвентаря.

## История

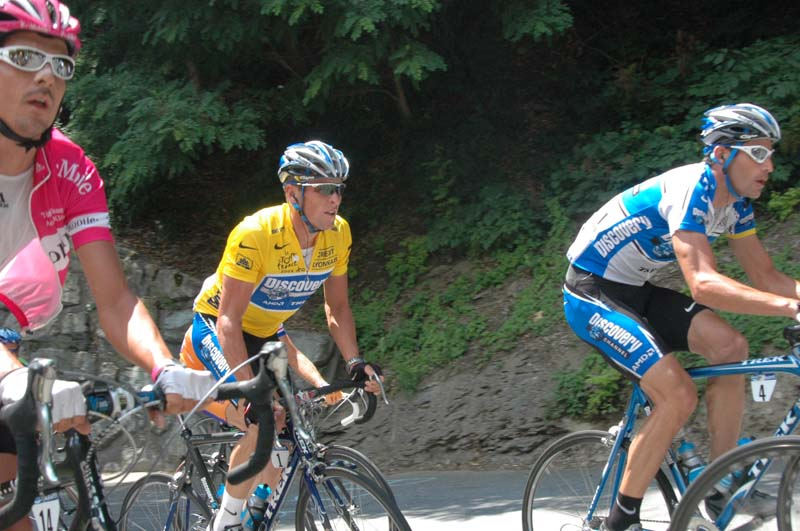
Джордж Хинкепи везёт Лэнса Армстронга к его седьмой победе на Тур де Франс

Термин «доместик» появился во время Тур де Франс 1911. Морис Брокко на 4-м этапе потерял очень много времени и прекратил борьбу в общем зачёте. На следующий день он предложил свои услуги «развозящего» нескольким гонщикам, на которые согласился Франсуа Фабер, рисковавший не уложиться в лимит времени. Брокко дождался отставшего Фабера и подвёз его к финишу. Это вызвало гнев основателя Тура Анри Дегранжа, желавшего сделать гонки как можно более индивидуальными, и публично назвавшего Брокко «недостойным, просто слугой (domestique)». Брокко пообещал поквитаться, и на 10-м, горном, этапе ему это удалось. Он был далеко не худшим велогонщиком, и в тот день выиграл у ближайшего преследователя 34 минуты. На Турмале он пошёл в атаку из пелотона и догнал Гюстава Гарригу. Дегранж ехал за Брокко на машине, а тот кричал ему: «Ну что, с ним мне тоже запрещено ехать?». На Обиске Брокко сбросил Гарригу, и догнал лидера, Эмиля Жорже, после чего снова обратился к Дегранжу: «А с этим я могу остаться?». Затем Брокко сбросил Жорже и выиграл этап, а Дегранж дисквалифицировал мятежника, посчитав победу доказательством подкупа Фабером Брокко.
Через несколько лет наличие грегари в команде стало привычным и разрешённым правилами делом. Победитель Тур де Франс и Джиро д’Италия Шарли Голь пользовался поддержкой другого люксембуржца, Марсела Эрнцера, имевшего то же телосложение, и отдававшего свой велосипед при необходимости. Андреа Карреа был доместиком Фаусто Коппи. В середине Тур де Франс 1952 он уехал в отрыв «полицейским», и вместе с попутчиками выиграл у пелотона 9 минут. Когда на финише ему велели идти облачаться в жёлтую майку, Карреа был жутко подавлен и боялся встретиться с Коппи. Хосе Луис Аррьета был доместиком Мигеля Индурайна. По его словам, победа Индурайна была общей командной победой, и этим мотивируют себя многие грегари. В доместики обычно попадают гонщики, побеждавшие в молодёжных соревнованиях, но не сумевшие перенести победы на взрослую карьеру. Некоторые из тех, кто не стал звездой, не могут стать и развозящими, потому что не могут умерить амбиций и не подходят для коллективной работы. Такие гонщики часто создают отрывы. Так как доместики нечасто побеждают, невозможно собрать статистику, кто из них лучше, а кто хуже выполняет работу. Лучше всего класс оруженосцев определяют сами гонщики. Так, называют Стюарта О’Грэйди и Джорджа Хинкепи, помогавшего Лэнсу Армстронгу побеждать на Тур де Франс. Некоторые сильнейшие гонщики имеют в своих составах более звёздных гонщиков, и становятся отличными грегари, если могут заставить себя работать на других. Так, Винченцо Нибали перед победой на Вуэльте 2010 помог Ивану Бассо выиграть Джиро. Лучшим доместиком для спринтеров на данный момент считается разгоняющий Марка Кавендиша Марк Реншоу.

## В культуре
- «Прекрасные лузеры: Особый мир» — литовский документальный фильм 2017 года[3].